# Alex Sanders
Alex Sanders, född Scott Alexander Boisvert den 7 mars 1966 i Michigan, USA, är en amerikansk skådespelare i pornografisk film, som medverkat i över 1800 filmer sedan 1986. Han har även regisserat ett antal filmer i samma genre mellan åren 1994 och 2009. Han är också en av de få manliga skådespelare som medverkat i filmer av och med Max Hardcore vid sidan om Max själv.
Sanders medverkar i de flesta av Girlvertfilmerna med Ashley Blue. Han har även gjort många filmer med Layla Rivera.

## Priser
- 1994: XRCO Award – Woodsman of the Year
- 1995: AVN Award – Best Group Sex Scene, Video
- 1996: AVN Award – Best Supporting Actor, Video
- 1996: XRCO Award – Best Group Scene
- 1997: AVN Award – Best Group Sex Scene, Video
- 2003: AVN Award - Hall of Fame
- 2009: AVN Award – Best Group Sex Scene[2].